# Concert voor orgel, strijkers en pauken (Poulenc)
Het Concert voor orgel, strijkers en pauken (Frans: Concerto pour orgue, orchestre à cordes et timbales) is een orgelconcert in g mineur van de Franse componist Francis Poulenc.

## Achtergrond
De opdracht tot een orgelconcert kwam in 1934 van Poulencs mecenas Winnaretta Singer. Zij wilde een stuk voor orgel en kamerorkest met een eenvoudige orgelpartij, zodat zij deze misschien zelf zou kunnen spelen. De opdracht was eerder geweigerd door Jean Françaix. Het werk dat Poulenc in gedachte had was groots en ambitieus en hij liet de oorspronkelijke opdracht daarom al snel los. Het eerder door hem gecomponeerde concert voor klavecimbel en het concert voor twee piano's waren eenvoudige lichte stukken geweest. Hij schreef in een brief aan Françaix "...dat dit concert niet de aimabele Poulenc van het concert voor twee piano's laat zien, maar eerder een Poulenc die op weg is naar het klooster". De dood van zijn collega en vriend Pierre-Octave Ferroud in de lente van 1936 deed Poulenc besluiten op bedevaart naar de Zwarte Madonna van Rocamadour te gaan. Hier hervond hij het christelijk geloof, wat merkbaar was in de religieuze werken die hij daarna zou componeren. Ook in het nog niet voltooide orgelconcert is dit merkbaar.
Poulenc had nooit eerder voor orgel gecomponeerd en daarom ging hij zich verdiepen in de grote barokke orgelwerken van Johann Sebastian Bach en Dieterich Buxtehude. Invloeden hieruit geven het stuk een neobarokke uitstraling. Voor onder andere de registratie liet Poulenc zich adviseren door organist Maurice Duruflé. Duruflé was ook de organist tijdens de besloten première van het stuk op 16 december 1938, gedirigeerd door Nadia Boulanger in de salon van Winnaretta Singer. De eerste openbare uitvoering was in juni 1939 in de Salle Gaveau in Parijs. Dirigent was Roger Désormière en Maurice Duruflé was wederom de organist.

## Bezetting
Het stuk is geschreven voor:
- solo-orgel
- pauken
- strijkorkest

De reden voor deze relatief kleine bezetting is dat het stuk in kleine ruimtes met een orgel kon worden opgevoerd. Dergelijke salons, zoals ook die van Winnaretta Singer, waren destijds vrij populair in Frankrijk. Het orgel in de salon van Singer was van de hand van orgelbouwer Cavaillé-Coll, die naast kerkorgels ook orgels voor kleinere zalen bouwde.

## Compositie
Het stuk duurt iets langer dan 20 minuten en bestaat uit één deel waarin zeven tempowisselingen zijn aangegeven:
- Andante
- Allegro giocoso
- Subito andante moderato
- Tempo allegro. Molto agitatio
- Très calme: Lent
- Tempo de l'allegro initial
- Tempo d'introduction: Largo

Ieder deel ademt een andere sfeer. Met name de eerste delen zijn sterk en dramatisch met indrukwekkende orgelakkoorden; de middelste delen zijn rustiger.